# San Giorgio in Bosco
San Giorgio in Bosco är en ort och kommun i provinsen Padova i regionen Veneto i Italien. Kommunen hade 6 357 invånare (2018).